# Peret
Peret (prt) – w starożytnym Egipcie druga pora kalendarza egipskiego, w którym wzrastały rośliny. Odpowiadał naszej zimie. Pora peret trwała 120 dni od 16 listopada do 15 marca. W skład pory peret wchodziły cztery miesiące. Po porze peret następowała pora żniw – szemu.

## Miesiące
| Nazwa miesiąca | Czas trwania miesiąca     |
| -------------- | ------------------------- |
| Tybi           | 16 listopada – 15 grudnia |
| Meszir         | 16 grudnia – 14 stycznia  |
| Famenot        | 15 stycznia – 13 lutego   |
| Farmuti        | 14 lutego – 15 marca      |